# Hil Yesenia Hernandez Escobar

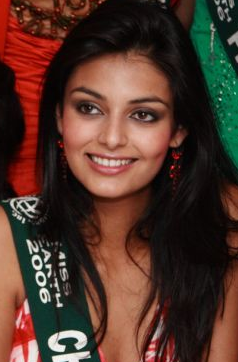
Hil Hernández, Miss Earth 2006

Hil Yesenia Hernandez Escobar (1984, Castro, Chili) is een schoonheidskoningin uit Chili.
Op 26 november 2006 won Hernandez de Miss Earth-verkiezing in de Filipijnse hoofdstad Manilla. Ze versloeg 81 missen uit de deelnemende landen en was de eerste Miss Earth uit Chili.
Hernandez behaalde in 2004 de tweede plaats tijdens de Miss Earth Chili-verkiezing, de winnares van dat jaar was Erika Niklitschek.